# 358 Apollonia
Apollonia (asteroide 358) é um asteróide da cintura principal com um diâmetro de 89,45 quilómetros, a 2,4559426 UA. Possui uma excentricidade de 0,1482418 e um período orbital de 1 788,33 dias (4,9 anos).
Apollonia tem uma velocidade orbital média de 17,54049348 km/s e uma inclinação de 3,54649º.
Esse asteroide foi descoberto em 8 de Março de 1893 por Auguste Charlois.